# 山県村
山県村（やまがたむら）はかつて岐阜県山県郡に存在した村である。
1956年に合併で三輪村の一部となった後、1961年に岐阜市に編入された。
現在の岐阜市東北部、現在の地名は岐阜市山県○○、三輪、北野○○などである。
山県郡の東端に位置し村名は山県郡に由来するが、山県市とは直接の関係は無い。（山県市も山県郡を由来とする。）

## 歴史
- 江戸時代末期、この地域は美濃国山県郡に属し、天領、高富藩領、旗本領が混合する地域であった。
- 1875年（明治8年） - 三輪村と宮上村が合併し、三輪村になる。
- 1889年（明治22年）7月1日 -三輪村、門屋村、岩村、北野村が合併し、山県村になる。
- 1956年（昭和31年）4月1日 - 山県村、春近村、厳美村の北部（旧・太郎丸村、福富村、石原村）が合併し、三輪村になる。

## 学校
- 山県村立山県小学校（現・岐阜市立三輪北小学校）
- 山県村立山県中学校（1962年廃校。現・岐阜市立三輪中学校）

## 旧跡・観光など
- 真長寺（三輪釈迦）
- 三輪神社
- 三郷峡（濃飛八景の第三位）